# كهريز (شاهين دج)
کهريز هي قرية في مقاطعة شاهين دج، إيران. عدد سكان هذه القرية هو 147 في سنة 2006.